# Hamada Takashi
Hamada Takashi (japanska:  (濱田 武), född 11 december 1964 i Otaru på Hokkaido i Japan, är en japansk gitarrist och redaktör.
Hamada Takashi spelar akustisk gitarr och har gett ut fler än 30 album sedan 1992.
Hamada Takashi är sedan 2006 redaktör för kvartalstidskriften Ainu Times i Hokkaido, den enda tidskrift som ges ut på ainuspråket.